# 문준희 (프로게이머)
문준희(文晙熙, 1985년 7월 29일 ~ )는 대한민국의 전직 스타크래프트 프로게이머이다. Au-revoir라는 아이디를 사용하며, 종족은 프로토스이다.
2002년 POS(현 MBC게임 히어로)에 입단하며 프로게이머 생활을 시작했다.
2007년 5월 7일 은퇴를 공식적으로 발표했다.

## 수상 경력
- 2002년 12월 2002 KPGA 투어 4차리그 본선진출

## 기타
- 문준희는 뛰어난 외모로 신인때부터 큰 관심을 받았고 계속 많이 회자 됐지만 반비례한 실력탓에 "신은 공평하다"라는 유머스러운 내용의 글이 많이 떠돌았다.